# 吉身三田次
吉身 三田次（よしみ の みたすき、生没年不詳）は、奈良時代の武人。位階は従八位上。

## 経歴・人物
8世紀に近江国滋賀郡にあった古代日本の軍団の一つである志賀団の少毅。天平宝字6年（762年）愛智郡の封租米を東大寺に貢進する際の『愛智郡司解』に国司の使者として署名している。